# 李洛能
李能然（1788年—1876年），名飞羽，字能然，人稱老能，因音轉，也被稱為洛能、洛農、老農，生於直隸省深縣，清朝武術家，近代形意拳大宗師。由于武艺絕頂，又有神拳李之威名。

## 生平
李洛能幼时就很喜爱武术，后来在山西省太谷县经商，去山西省祁县小韓村（文曲村）经引见拜戴龍邦为师，学习戴氏心意拳，当时李洛能37歳。入师門最初2年内，李洛能僅学完五行拳之一行劈拳（金行），以及一半連環拳。戴龍邦的母亲知道李洛能忠诚朴实，因此要求戴龍邦用心教授李洛能。戴龙邦先生就尽心教授李洛能。他精心练习，到了四十七岁，终于学成，並練成內家氣功心意氣混元功。之后李洛能独立於戴龍邦，创造了一些新的形意拳招式，如形意拳的独特的桩法三体式，就是李洛能所创，形意拳的定名也是在李洛能手上完成。
学成后李洛能在太谷巨賈孟氏的宅院担任护院（保镖）一职。
在山西教成車永宏、宋世榮等人后，由兒子李太和陪伴，回到故鄉河北省深縣。1890年離世，時年81歲，端坐椅上，一笑而逝。

## 弟子
李洛能的弟子眾多，遍及各地，知名者有：
- 山西太谷人車永宏、賀運亨
- 山西榆次人李廣亨
- 直隶大興人宋世榮、宋世德
- 河北深县人劉奇蘭、郭雲深、李占元、劉元亨
- 河北安國人張樹德
- 河北河間人劉曉蘭
- 河北新安人李鏡斋
- 江蘇人白西園
- 廣西南寧人孟志榮
- 子李太和等。